# Yvonne De Geer
Yvonne De Geer, född Ejvor Jonsson 1930, är en svensk journalist och författare. Hon var den första kvinnliga reportern på Expressen.

## Biografi
Yvonne De Geer föddes som Ejvor Jonsson och hamnade vid 15 månaders ålder på barnhem. År 1931 adopterades hon av friherre Jakob De Geer och hans hustru Ingrid. I sin nya familj fick hon namnet Yvonne De Geer. Eftersom familjen hörde till högadeln där blodsband var viktigt uppmanades hon av sin far att aldrig berätta för någon utomstående att hon var adopterad. Under uppväxten var hennes intresse att läsa böcker och att skriva och hon fick som ung en dikt publicerad i Svenska Dagbladet. Det var fadern som föreslog att hon skulle bli journalist och hon började studera på Poppius journalistskola.
De Geer fick ett stipendium som innebar två års volontärtjänstgöring på en landsortstidning och hon blev den första kvinnan som anställdes på Smålands Allehanda. Hon kom även att bli  den första kvinnliga nyhetsreportern på Expressen och Dagens eko. De Geer har arbetat på bland annat Gefle Dagblad, Aftonbladet, Sveriges Radio och Dagens industri samt som presschef på Konsumentverket.
År 2017 publicerade hon självbiografin Aldrig en av oss på Natur & Kultur. 2022 kom ytterligare en självbiografi: Är det nåt särskilt med dig? på Bokförlaget Polaris.
Hon var gift med journalisten Bill Hancock och tillsammans fick de ett barn. Maken var utrikeskorrespondent i Spanien och under tio år bodde familjen nära Gibraltar. När han gick bort tog De Geer över hans tjänst ett par år innan hon flyttade till Åland. Hon är även bosatt i Stockholm.